# Pugh 1968–1978
Pugh 1968–1978 är den svenske rockmusikern Pugh Rogefeldts första samlingsalbum, utgivet på skivbolaget Metronome i mars 1978.
Albumet innehåller låtar från debutsingeln Haru vart på cirkus (1968) till singeln Nattmara (1978). Skivan utgavs ursprungligen på LP men kom också på CD 1990.

## Låtlista
Där inte annat anges är låtarna skrivna av Pugh Rogefeldt.

### LP
A
1. "Haru vart på cirkus"
2. "Här kommer natten"
3. "Föräldralåten"
4. "Visan om Bo"
5. "En gång tog jag tåget bort" (Rogefeldt, Ulf Lundell)
6. "Slavsång" (Rogefeldt, Lasse Wellander)

B
1. "Lejon"
2. "Bä bä vita lamm" (Alice Tegnér, Rogefeldt)
3. "Dinga linga Lena"
4. "Finns det lite stolthet kvar finns det också hopp om bättring" (Rogefeldt, Earl King)
5. "Speljäveln"
6. "Nattmara"

### CD
1. "Haru vart på cirkus"
2. "Här kommer natten"
3. "Föräldralåten"
4. "Visan om Bo"
5. "En gång tog jag tåget bort" (Rogefeldt, Ulf Lundell)
6. "Slavsång" (Rogefeldt, Lasse Wellander)
7. "Lejon"
8. "Bä bä vita lamm" (Alice Tegnér, Rogefeldt)
9. "Dinga linga Lena"
10. "Finns det lite stolthet kvar finns det också hopp om bättring" (Rogefeldt, Earl King)
11. "Speljäveln"
12. "Nattmara"

## Listplaceringar
| Lista (1978) | Topplacering |
| ------------ | ------------ |
| Sverige      | 8            |

### Fotnoter
1. 1 2 3  ”Pugh Rogefeldt”. Svensk mediedatabas. http://smdb.kb.se/catalog/search?q=pugh+rogefeldt&x=0&y=0. Läst 19 januari 2013.
2. ↑  Placering på den svenska albumlistan